# Pagine sommesse
Pagine sommesse (in russo Тихие страницы?, Tichie stranicy) è un film del 1994 diretto da Aleksandr Sokurov.

## Trama
Rivisitando in chiave molto personale il Delitto e castigo dostoievskiano, il film mostra le vicende di un uomo afflitto dal senso di colpa per aver commesso un omicidio. Egli si ritrova così errante per le strade di un'anonima città russa, popolata da anime sinistre ed abiette, ad interrogarsi sull'origine del suo gesto che lo porterà a riflettere sull'esistenza di un'entità superiore.